# Katharina zu Mecklenburg

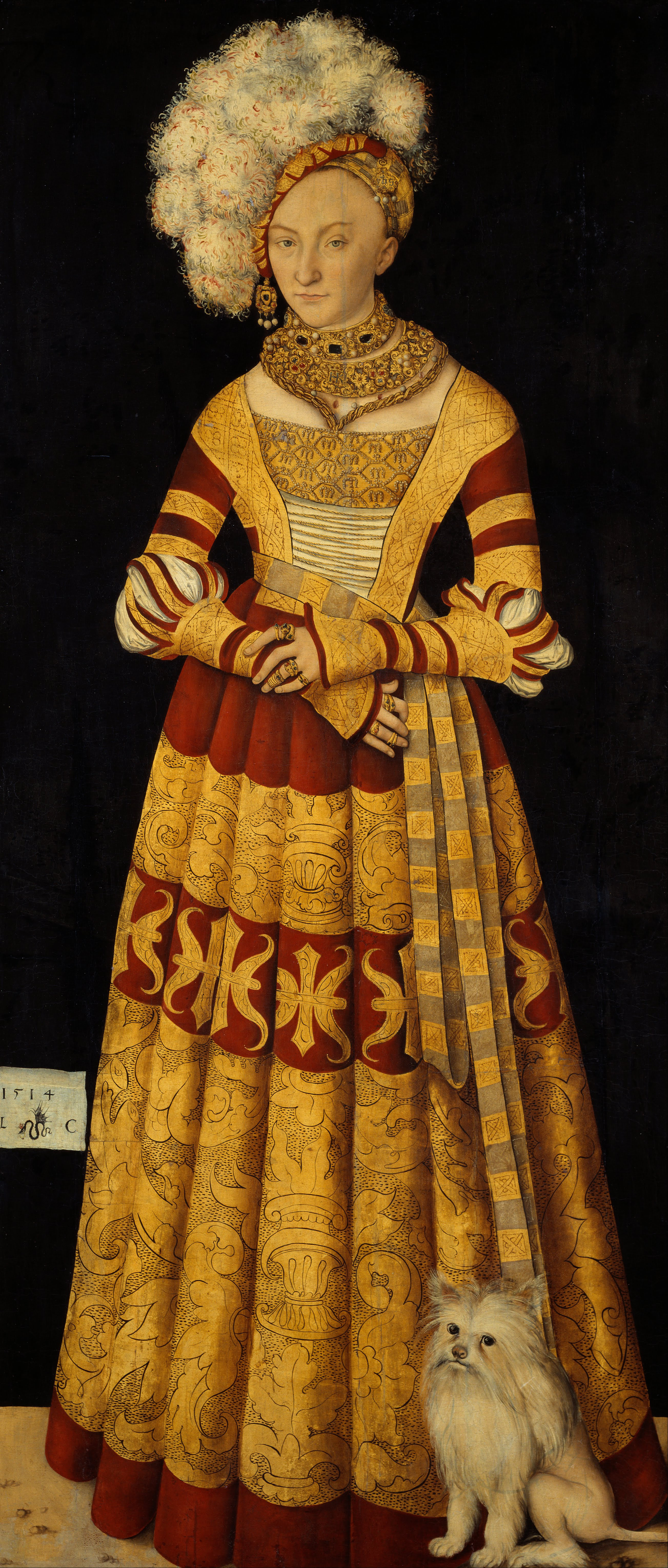
Katharina von Mecklenburg, Porträt von Lucas Cranach dem Älteren

Katharina zu Mecklenburg (* 1487; † 6. Juni 1561 in Torgau) war durch Geburt Herzogin zu Mecklenburg und durch ihre Heirat mit Heinrich den Frommen von 1539–41 Herzogin von Sachsen. Sie neigte schon früh der Lehre Martin Luthers zu und war die treibende Kraft zur Einführung der Reformation im albertinischen Sachsen.

## Leben

### Abstammung; Heirat
Katharina war die jüngste Tochter des Herzogs Magnus zu Mecklenburg und seiner Gemahlin Sophie von Pommern. Über ihre frühen Lebensjahre liegen keine Informationen vor. In alten Chroniken wird sie als eine ausgesprochen schöne Prinzessin beschrieben. Laut erhaltener Korrespondenz wurde u. a. ihre Verheiratung mit den Königen von Aragon und Polen erwogen, doch wurden diese Pläne nicht realisiert. Als sich Herzog Karl von Geldern 1510 um Katharinas Hand bewarb, erhielt er eine abschlägige Antwort. 1511 kam es zu Verhandlungen über Katharinas Verheiratung mit dem nachmaligen Herzog Heinrich den Frommen von Sachsen. Schließlich heiratete sie ihn am 6. Juli 1512 in Anwesenheit zahlreicher hochgestellter Persönlichkeiten in einer prunkvollen Zeremonie in Freiberg.
Der Humanist und Historiker Georg Spalatin hinterließ als Augenzeuge eine ausführliche Beschreibung der Hochzeitsfeierlichkeiten.  Bereits zwei Tage vor der Trauung waren am 4. Juli 1512 u. a. Kurfürst Friedrich der Weise von Sachsen und sein Bruder Johann der Beständige, Herzog Philipp von Braunschweig sowie Herzog Georg der Bärtige von Sachsen und seine Gattin Barbara in Freiberg eingetroffen. Am nächsten Tag erfolgte der feierliche Einzug Katharinas. In Begleitung ihrer Hofdamen, ihrer Schwester Anna von Mecklenburg, verwitwete Landgräfin von Hessen, und dem Gefolge reiste sie in einem vergoldeten Wagen an. Gleichzeitig erschienen die Brüder der Braut, die Herzöge Heinrich und Albrecht von Mecklenburg. Unter Trompetenblasen und den üblichen Zeremonien empfing sie Katharinas Bräutigam nahe Freiberg. An demselben Tag wurde am Marktplatz ein ritterliches Rennen veranstaltet. Hierauf wurde in einer beim Rathaus gelegenen Kapelle im Beisein des Brautpaars der Lobgesang Te Deum laudamus aufgeführt und ebendort in Anwesenheit der angereisten Adligen beim festlich geschmückten Brautbett die übliche Zeremonie des Beilagers abgehalten. Den Abschluss bildete nach dem Abendessen im Schloss ein Tanzfest im Rathaus. Am nächsten Tag, dem eigentlichen Hochzeitstag, erschienen die in kostbare Gewänder gehüllten Adligen und das Brautpaar in der Frauenkirche. Katharina hatte sich zu dieser Festlichkeit einen gestickten, perlenübersäten Rock angelegt. Fünf Gräfinnen und ein Fräulein von Schönberg gaben ihr das Geleit. Die Trauung des Brautpaars wurde vom Bischof von Meißen, Johann VI. von Saalhausen, geleitet. Katharina war damals 25 Jahre und ihr Bräutigam bereits 39 Jahre alt. An den beiden nächsten Tagen wurden noch Turniere und Tänze abgehalten.

### Nachkommen
Mit ihrem Gemahl hatte Katharina sechs Kinder:
- Sibylle (* 2. Mai 1515; † 18. Juli 1592)

⚭ 1540 Herzog Franz I. von Sachsen-Lauenburg (1510–1581)
- Aemilia (* 27. Juli 1516; † 9. April 1591)

⚭ 1533 Markgraf Georg der Fromme von Brandenburg-Ansbach (1484–1543)
- Sidonie (* 8. März 1518; † 4. Januar 1575)

⚭ 1545 Herzog Erich II. zu Braunschweig-Calenberg (1528–1584)
- Moritz (* 21. März 1521; † 11. Juli 1553), Kurfürst von Sachsen

⚭ 1541 Prinzessin Agnes von Hessen (1527–1555)
- Severinus (* 28. August 1522; † 10. Oktober 1533)
- August (* 31. Juli 1526; † 12. Februar 1586), Kurfürst von Sachsen

⚭ 1548 Prinzessin Anna von Dänemark und Norwegen (1532–1585)

### Strenge Lutheranerin

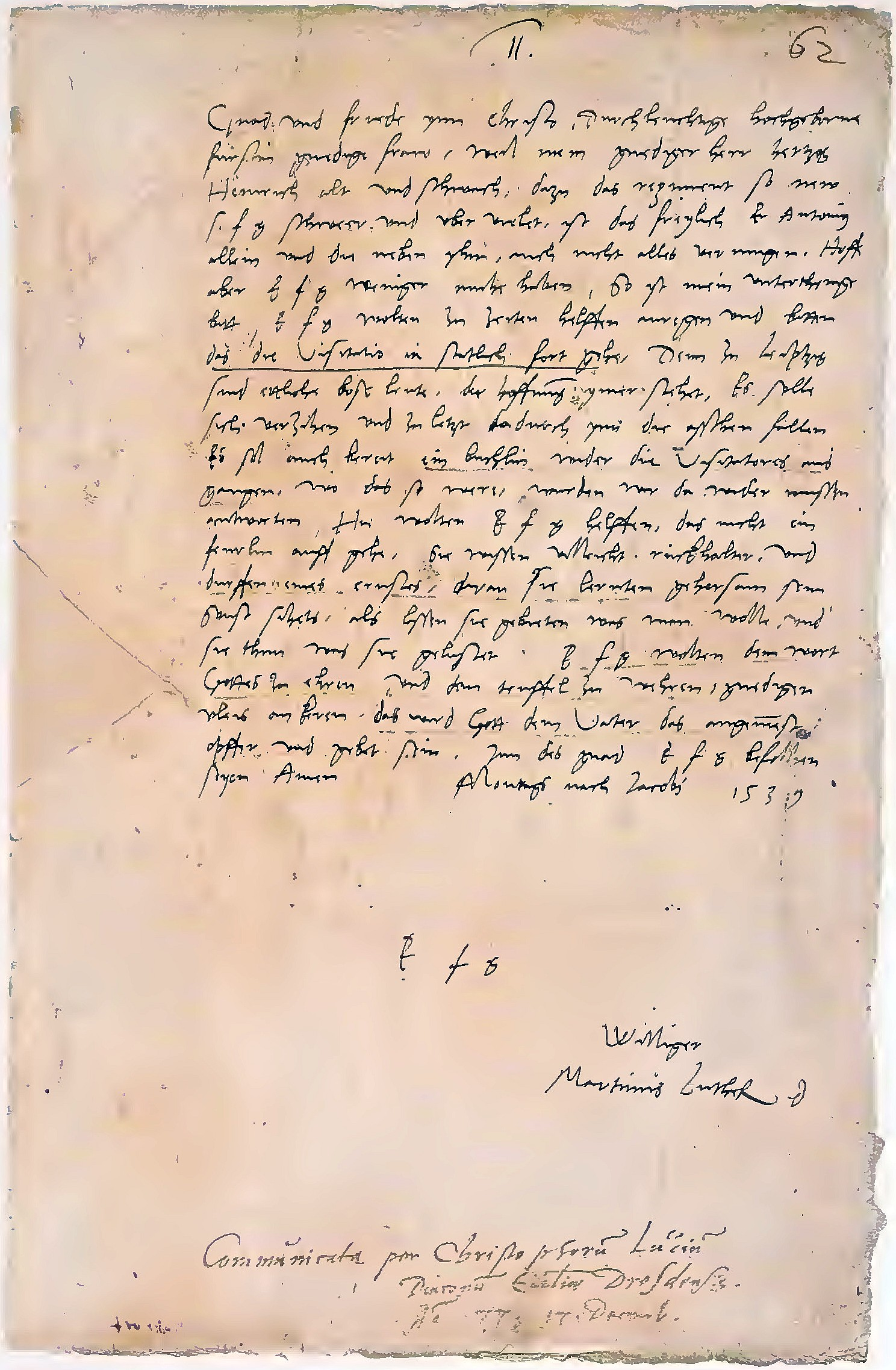
Brief Martin Luthers (1539) an Katharina, der um ihre Unterstützung bei der Reformation in Sachsen bittet

In ihren ersten Ehejahren standen Katharina und ihrem Gatten Heinrich nur ein Jahresgehalt von 13.000 Gulden zur Verfügung, die Heinrich von seinem älteren Bruder, dem regierenden Herzog Georg von Sachsen, erhielt. Heinrichs Herrschaftsgebiet umfasste die Ämter Freiberg und Wolkenstein. Mit dem Wachsen ihrer Familie mehrte sich Katharinas Sorge um deren standesgemäßen Unterhalt, um etwa ihren Kindern eine ordentliche Erziehung ermöglichen zu können. So trug sie öfter Auseinandersetzungen mit Herzog Georg wegen der Höhe des ihrem Gatten zur Verfügung gestellten Jahresgehalts aus. Sie und Heinrich residierten bis zu Georgs Tod (1539) meist in Freiberg, siedelten aber 1521 wegen einer damals herrschenden Pestepidemie vorübergehend nach Schloss Wolkenstein über.
Katharina, die in den Quellen häufig als energisch und selbstbewusst charakterisiert wird, neigte frühzeitig zu Martin Luthers Lehre. Wie sie mit dieser in Berührung kam, ist nicht genau bekannt. Auch die Freiberger Bürgerschaft und einige Klöster zeigten sich sehr bald aufgeschlossen für Luthers religiöse Anschauungen. Katharinas Ehemann Heinrich hingegen schreckte aus Furcht vor seinem Bruder Georg vor einer offenen Einführung der Reformation zurück. Als 1523 drei Hofdamen Katharinas, Hanna von Draschwitz, Milia von Ölsnitz und Ursula von Feilitsch, bei der Lektüre lutherischer Schriften erwischt wurden, ließ Heinrich sie sofort aus Katharinas Frauenzimmer wegweisen. Wahrscheinlich las Katharina damals selbst diese Schriften und sympathisierte seit Ende 1523 mit Luthers Lehre. In der Folge wurde sie die treibende Kraft bei der Einführung der Reformation in Heinrichs Herrschaftsbereich, was freilich noch mehr als ein Jahrzehnt dauern sollte. Zunächst hielt sie ihre Vorliebe für die evangelische Konfession aus Furcht vor dem Hofmeister, der den Freiberger Hof im Sinn Herzog Georgs überwachte, geheim. Als aber Herzog Georg 1524 eine Abwesenheit seines Bruders Heinrich nützte, um den Lesemeister des Franziskanerklosters, Lorenz Sörer, bezüglich dessen religiöser Einstellung befragen zu lassen und ihm nach dessen offenem Bekenntnis zu Luther drohte, setzte sich Katharina erfolgreich für Sörers Verbleib in Freiburg ein. Im Mai 1525 schrieb sie dem Kurfürsten Johann Friedrich von Sachsen einen Brief, in dem sie ihre Neigung zu Luthers Lehre eingestand und ihn mahnte, sich weiterhin standfest zu dieser zu bekennen.
Auch weiterhin konnte Katharina indessen nicht zu offen für die evangelische Lehre eintreten, weil sonst weitere Einschränkungen der ohnehin nicht üppigen jährlichen Zahlungen des streng katholisch gesinnten Herzogs Georg an seinen Bruder Heinrich gedroht hätten. Georg reagierte auf wiederholte Anfragen Heinrichs nach größerer finanzieller Unterstützung ablehnend und verwies darauf, dass Katharina zu großen Aufwand treibe, indem sie sich etwa zu luxuriös kleide. Im Laufe der Zeit entwickelte Katharina trotz dieser Schwierigkeiten hinter den Kulissen immer größere Aktivitäten zur Verbreitung der Reformation im Herrschaftsgebiet ihres Gatten. So schmuggelte sie lutherische Traktate im Freiberger Magdalenerinnenkloster ein. Sie beeinflusste ihren Gatten ständig im Sinne der evangelischen Lehre und sorgte dafür, dass er im Mai 1531 bei einer von Luther selbst in Torgau gehaltenen Predigt anwesend war. 1533 arrangierte sie für ihre Tochter Aemilia die Heirat mit einem protestantischen Bräutigam. Im gleichen Jahr nahm sie auch das Abendmahl bereits in beiderlei Gestalt und erreichte, dass ihr Gemahl den Dominikaner Georg Schumann als lutherischen Hofprediger an seinen Hof rief. In der Folge drängte sie Heinrich, die Predigten Schumanns anzuhören. Da er aber immer noch vor einer zu offenen Stellungnahme für die lutherische Lehre zurückschreckte, behauptete er, den Prediger nicht deutlich vernehmen zu können, um seine Abwesenheit von dessen Gottesdienst zu entschuldigen. Katharina ließ daraufhin einen Stuhl ganz in der Nähe der Kanzel platzieren, damit er sich nicht mehr auf diese Ausrede berufen konnte. Als das Fürstenpaar 1534 in Wittenberg weilte, reifte schließlich in Heinrich nach der Anhörung von Luthers Predigten und ausführlichen Diskussionen mit dem Reformator seine völlige Hinwendung zu dessen Lehre. Zwei Jahre später bekannte er sich offen zum Protestantismus und setzte Schritte zur Einführung der Reformation in seinem Herrschaftsbereich.
Katharina wandte sich nun an den sächsischen Kurfürsten Johann Friedrich, dass er einen erfahrenen evangelischen Prediger schicke. Daraufhin wurde Luthers Schüler Jakob Schenk nach Freiberg entsandt, der Katharinas Vertrauen gewann. Sie finanzierte ihm sogar die Kosten für die Erlangung der Doktorwürde. Nachdem Schenks Predigten zunächst auf die Schlosskapelle beschränkt waren, durfte er ab Anfang 1537 evangelische Gottesdienste im Freiberger Dom halten. Gemäß der Anordnung Herzog Heinrichs entwarf Schenk auch eine Vorschrift, nach der künftig die Freiburger Kirchenverfassung eingerichtet werden sollte. Da Widerstand von Seiten seines Bruders Georg zu erwarten war, beantragte Heinrich auf Drängen Katharinas die Mitgliedschaft im Schmalkaldischen Bund. Auf Ansuchen Katharinas entsandte Kurfürst Johann Georg auch zwei Visitatoren, denen Schenk, der Freiberger Bürgermeister sowie der von Herzog Georg verstoßene und am Freiberger Hof als geheimer Rat aufgenommene Anton von Schönberg beigeordnet wurden. Der Einführungsgottesdienst der Reformation fand am 27. Mai 1537 statt.
Indessen gefährdete Schenk aufgrund seines überheblichen und zänkischen Charakters den Weiterbestand der Reformation in Freiberg. Dies löste bei Luther Besorgnis aus. Katharina war aber von Schenks rednerischen Fähigkeiten beeindruckt, hielt daher an ihm fest und setzte sich bei Luther für ihn ein. Als sie einmal nach Mecklenburg fuhr, wurde Schenk indessen während ihrer Abwesenheit als Hofprediger nach Weimar versetzt. Zur zweiten Visitation in Freiberg reisten 1538 Jonas und Georg Spalatin an und sorgten hier für Ordnung. Herzog Georg sah die Einführung der Reformation in Freiberg nicht gern, glaubte aber, dass Heinrich und Katharina aufgrund ihrer unzureichenden Vermögensverhältnisse gegen die Zahlung einer bedeutenden Geldsumme zur Rückkehr zum Bekenntnis zur römisch-katholischen Kirche zu bewegen wären. Die in dieser Mission nach Freiberg gereiste Gesandtschaft wandte sich zuerst an Katharina, die jedoch ablehnte. Sie antwortete den Gesandten: „Ihr erweiset mir einen großen Gefallen, so Ihr Freiberg alsbald verlasset.“ Obwohl die Dynastie der Habsburger weiterhin dem Katholizismus anhing, wollte Katharina dann trotz des Widerspruchs ihres Gemahls eine Tochter König Ferdinands I. als Gattin für ihren Sohn Moritz erhalten. Sie bekam aber von dem Habsburgerherrscher nur eine ausweichende Replik.

### Herzogin von Sachsen
Nach dem Tod des Herzogs Georg (17. April 1539) folgte ihm sein jüngerer Bruder Heinrich der Fromme als Herzog des albertinischen Sachsens und übersiedelte mit seiner Gemahlin Katharina nach Dresden. Er führte nun die Reformation auch in seinem restlichen Herzogtum ein. Bei der aus diesem Anlass veranstalteten Einführungsfeier der Reformation zu Pfingsten 1539 in Leipzig hatte Katharina eine eingehende Diskussion mit Luther. Sie beteiligte sich auch streckenweise an der Visitationsreise und sprach sich hierbei für die Einstellung zusätzlicher Kleriker aus.
Für ihren Sohn Moritz strebte Katharina nun eine Heirat mit Agnes, der ältesten Tochter des hessischen Landgrafen Philipp des Großmütigen an, der zur Koalition der protestantischen deutschen Fürsten zählte. Philipp erhob aber Anspruch auf einen Teil des Erbes von Herzog Heinrich, da er mit Christina, einer Tochter des verstorbenen Herzogs Georg von Sachsen, vermählt war. Katharina lehnte diese Forderung des hessischen Landgrafen strikt ab und nahm nun eine böhmische Prinzessin als Braut für ihren ältesten Sohn in Aussicht. Moritz hatte sich aber bereits in Agnes verliebt und verlobte sich gegen den Willen seiner Eltern mit ihr. Diese Handlung ihres Sohns verstimmte Katharina sehr. Zudem wurde nun bekannt, dass Landgraf Philipp eine verbotene Doppelehe führte, was als Skandal galt. Margarete intensivierte daher die Heiratsverhandlungen mit Böhmen, doch Moritz reiste erneut heimlich nach Hessen und heiratete Agnes im Januar 1541. Darauf reagierte Katharina sehr ärgerlich, doch wehrte Moritz erfolgreich die Versuche seiner Eltern ab, ihm deshalb sein Erbteil zu beschneiden.

### Witwenzeit und Tod
Herzog Heinrich starb am 18. August 1541 in Dresden. Katharina hatte ihn in den Tagen seiner letzten Krankheit aufopfernd betreut und war nicht von seinem Krankenlager gewichen. Sie überlebte ihren Gatten um 20 Jahre. Zu Beginn ihrer Witwenschaft zerstritt sie sich kurzzeitig wegen der Wittumsverschreibung mit Moritz, der seinem Vater als Herzog Sachsens nachgefolgt war. Ihr war das Amt Wolkenstein als Wittum angewiesen worden, doch ersuchte sie ihren Sohn, dass er ihr stattdessen jeweils eine Residenz in den Städten Freiberg, Dresden und Torgau zur Verfügung stellen solle. Für das ihr ursprünglich zugewiesene Wittum wurde sie finanziell entschädigt.
In ihrer Witwenzeit begab sich Katharina häufig auf Reisen. So besuchte sie ihre Brüder in Mecklenburg und reiste auch zu ihren drei verheirateten Töchtern. 1542 begab sie sich nach Prag, wo ihr jüngster Sohn August am Hof König Ferdinands I. ausgebildet wurde. 1548 ging sie nach Dänemark, um der Heirat Augusts mit der dänischen Königstochter Anna beizuwohnen. Mit dieser ihrer Schwiegertochter hatte Katharina ein inniges Verhältnis. Auch besuchte die Herzoginwitwe öfter ihre Verwandten in Schlesien. Ferner unterhielt sie einen lebhaften Briefwechsel mit ihren Kindern und sonstigen Verwandten.
Zu religiösen und politischen Fragen nahm Katharina, meist im Rahmen ihrer ausgedehnten Korrespondenz, Stellung und übte auf diesem Gebiet öfter Kritik. Ferner finanzierte sie mehreren Burschen das Studium in Wittenberg. Dabei stand sie u. a. brieflich mit Philipp Melanchthon in Verbindung, dem sie 1549 Abraham, den Sohn des Freiberger Bürgers Thomas Bleul, zwecks dessen Ausbildung nach Wittenberg zusandte. Sie verlangte von Melanchthon Auskunft, wie viel sie für den Unterricht des Jungen bezahlen müsse und erhielt 1551 von ihm die Nachricht, dass der Bursche verstorben sei.
Katharina warnte vor der Bewegung der Wiedertäufer, aber auch vor dem von Kaiser Karl V. 1548 nach seinem Sieg über den Schmalkaldischen Bund erlassenen Augsburger Interim. Gegenüber sächsischen Geistlichen zeigte sie sich zuversichtlich, dass ihr Sohn Moritz diese Verordnung nicht akzeptieren würde. Als aber Moritz das Leipziger Interim verfügte und den dagegen protestierenden lutherischen Theologen Gabriel Zwilling seines Amtes entheben ließ, nahm Katharina den Geistlichen in Schutz und stellte ihn als Privatprediger in ihrer Residenz in Torgau ein. Hiermit kritisierte sie auch die Interimspolitik ihres Sohns. Dennoch war sie insgesamt gesehen wieder mit Moritz versöhnt und stolz, dass er sich die Kurfürstenwürde gesichert hatte.
1553 erlebte Katharina, dass ihr jüngster Sohn August nach dem Tod seines Bruders Moritz neuer sächsischer Herzog wurde. 1560 erließ sie eine Frauenzimmerordnung für ihre Hofdamen, die kulturhistorisch sehr interessant ist. Am 6. Juni 1561 starb sie im Alter von 74 Jahren in Torgau und wurde an der Seite ihres Gatten im Freiberger Dom beigesetzt. Ein Leichenredner ihres Sohns August überlieferte die von Katharina in ihren letzten Stunden geäußerte Bemerkung, dass sie an Jesus Christus kleben bleiben wolle wie eine Klette am Rock. Diese Worte wurden später im Kirchenlied Christus, der ist mein Leben verewigt. Zu ihrem Nachlass gehörte eine umfangreiche Bibliothek mit reformatorischen Werken.